# Slowenische Badmintonmeisterschaft 2005
Die Slowenische Badmintonmeisterschaft 2005 fand vom 5. bis zum 6. Februar 2005 in Ljubljana statt.

## Austragungsort
- Dvorana Krim, Ljubljana

## Sieger und Platzierte
| Disziplin    | Gold                        | Silber                        | Bronze                         |
| ------------ | --------------------------- | ----------------------------- | ------------------------------ |
| Herreneinzel | Luka Petrič                 | Andrej Pohar                  | Miha Šepec jr.                 |
| Herreneinzel | Luka Petrič                 | Andrej Pohar                  | Luka Kumelj                    |
| Dameneinzel  | Maja Kersnik                | Ana Kovač                     | Taja Borštnar                  |
| Dameneinzel  | Maja Kersnik                | Ana Kovač                     | Mateja Fink                    |
| Herrendoppel | Miha Šepec jr. Andrej Pohar | Miha Horvat Gašper Plestenjak | Bojan Strah Miha Vilar         |
| Herrendoppel | Miha Šepec jr. Andrej Pohar | Miha Horvat Gašper Plestenjak | Luka Petrič Luka Kumelj        |
| Damendoppel  | Maja Pohar Ana Kovač        | Taja Borštnar Blažka Andolšek | Nika Kotar Nina Škornik        |
| Damendoppel  | Maja Pohar Ana Kovač        | Taja Borštnar Blažka Andolšek | Mateja Fink Nina Jakopič       |
| Mixed        | Andrej Pohar Maja Pohar     | Marko Kroflič Mateja Fink     | Matevž Šrekl Tjaša Delak       |
| Mixed        | Andrej Pohar Maja Pohar     | Marko Kroflič Mateja Fink     | Gašper Plestenjak Maja Kersnik |